# مدربو كرة القدم الحائزون على كأس الأمم الإفريقية
تعد بطولة الأمم الأفريقية الأشهر بالقارة السمراء وقد حصل على لقب البطولة دولاً عديدة أكثرها جمهورية مصر العربية 7 مرات في تاريخها ومن بعدها الكاميرون 5 مرات ولكن كان وراء الحصول على هذا اللقب مدربين محترفين سواء أجانب عن القارة السمراء أو مدربين وطنيين.
وأخر مدرب حصل على لقب البطولة حتى الآن هو البلجيكي هوغو بروس المدير الفني للمنتخب الكاميروني، وهو المدرب الأجنبي رقم 15 من خارج القارة الإفريقية الذي يتوج بلقب كأس الأمم الإفريقية لكرة القدم على مدار تاريخها. وقاد بروس المنتخب الكاميروني للتتويج باللقب بالفوز على مصر بهدفين لهدف في المباراة النهائية للبطولة التي أقيمت بالغابون 2017.
ويتربع مدربو فرنسا على عرش الأكثر تتويجًا بلقب إفريقيا بإجمالي 5 ألقاب، ثم مدربو يوغوسلافيا بثلاث ألقاب و لقبين لمدربَيْن من المجر، ثم مدربين من بلجيكا ورومانيا والبرازيل وويلز وهولندا وألمانيا والتشيك بلقب واحد لكل منهم.
ليكون 17 لقباً ل 16 مدرباً أجنبياً، وأكثرهم تحقيقاً للقب المدرب الفرنسي هيرفيه رينار الذي حقق لقبين 2012 و 2015.
بينما حقق باقي 14 لقب إفريقي 10 مدربًا وطنيًا من داخل القارة السمراء. أشهرهم علي الإطلاق المدرب المصري الذي حقق لقب البطولة 3 مرات متتالية 2006 و2008 و 2010 ويأتي في المرتبة الثانية المدرب الغاني تشارلز غيامفي المدرب الوطني لغانا وحقق 3 ألقاب أيضاً 1963 و1965 و 1982. وهذه قائمة بالمدربين الأجانب والوطنيين الذين حققوا لقب البطولة على مدار تاريخها.

## القائمة
| النسخة | السنة | المضيف                   | المنخب                      | المدرب                       | البلد        |
| ------ | ----- | ------------------------ | --------------------------- | ---------------------------- | ------------ |
| 1      | 1957  | السودان                  | · مصر                       | مراد فهمي                    | مصر          |
| 2      | 1959  | ج.ع.م                    | · الجمهورية العربية المتحدة | بال تيتكوش                   | المجر        |
| 3      | 1962  | إثيوبيا                  | · إثيوبيا                   | سلافكو ميلوسيفيتش [الفرنسية] | يوغوسلافيا   |
| 4      | 1963  | غانا                     | · غانا                      | تشارلز غيامفي                | غانا         |
| 5      | 1965  | تونس                     | · غانا                      | تشارلز غيامفي                | غانا         |
| 6      | 1968  | إثيوبيا                  | · الكونغو كينشاسا           | فيرينك تشانادي ‏              | المجر        |
| 7      | 1970  | السودان                  | · السودان                   | عبد الفتاح حمد               | السودان      |
| 8      | 1972  | الكاميرون                | · الكونغو                   | أدولف بينزولو                |              |
| 9      | 1974  | مصر                      | · زائير                     | بلاغوي فيدينيتش              | يوغوسلافيا   |
| 10     | 1976  | إثيوبيا                  | · المغرب                    | فرجيل ماردرسكو               | رومانيا      |
| 11     | 1978  | غانا                     | · غانا                      | فريد أوسام دووادو ‏           | غانا         |
| 12     | 1980  | نيجيريا                  | · نيجيريا                   | اوتو غلوريا                  | البرازيل     |
| 13     | 1982  | ليبيا                    | · غانا                      | تشارلز غيامفي                | غانا         |
| 14     | 1984  | ساحل العاج               | · الكاميرون                 | رادي أونجانوفيتش             | يوغوسلافيا   |
| 15     | 1986  | مصر                      | · مصر                       | مايك سميث                    | ويلز         |
| 16     | 1988  | المغرب                   | · الكاميرون                 | كلود لوروا                   | فرنسا        |
| 17     | 1990  | الجزائر                  | · الجزائر                   | عبد الحميد كرمالي            | الجزائر      |
| 18     | 1992  | السنغال                  | · ساحل العاج                | مارتيال يو ‏                  | ساحل العاج   |
| 19     | 1994  | تونس                     | · نيجيريا                   | كليمنس ويسترهوف              | هولندا       |
| 20     | 1996  | جنوب إفريقيا             | · جنوب إفريقيا              | كلايف باركر                  | جنوب إفريقيا |
| 21     | 1998  | بوركينا فاسو             | · مصر                       | محمود الجوهري                | مصر          |
| 22     | 2000  | غانا نيجيريا             | · الكاميرون                 | بيير لوشونتر                 | فرنسا        |
| 23     | 2002  | مالي                     | · الكاميرون                 | وينفريد شايفر                | ألمانيا      |
| 24     | 2004  | تونس                     | · تونس                      | روجيه لومير                  | فرنسا        |
| 25     | 2006  | مصر                      | · مصر                       | حسن شحاتة                    | مصر          |
| 26     | 2008  | غانا                     | · مصر                       | حسن شحاتة                    | مصر          |
| 27     | 2010  | أنغولا                   | · مصر                       | حسن شحاتة                    | مصر          |
| 28     | 2012  | الغابون غينيا الاستوائية | · زامبيا                    | هيرفيه رينار                 | فرنسا        |
| 29     | 2013  | جنوب إفريقيا             | · نيجيريا                   | ستيفن كيشي                   | نيجيريا      |
| 30     | 2015  | غينيا الاستوائية         | · ساحل العاج                | هيرفيه رينار                 | فرنسا        |
| 31     | 2017  | الغابون                  | · الكاميرون                 | هوغو بروس                    | بلجيكا       |
| 32     | 2019  | مصر                      | · الجزائر                   | جمال بلماضي                  | الجزائر      |
| 33     | 2021  | الكاميرون                | · السنغال                   |                              |              |